# Robert E. Lee Blackburn
Robert E. Lee Blackburn (* 9. April 1870 bei Furnace, Estill County, Kentucky; † 20. September 1935 in Lexington, Kentucky) war ein US-amerikanischer Politiker. Zwischen 1929 und 1931 vertrat er den Bundesstaat Kentucky im US-Repräsentantenhaus.

## Werdegang
Noch im Kindesalter kam Robert Blackburn mit seinen Eltern nach Stanton, wo er die öffentlichen Schulen besuchte. Danach absolvierte er die Elliot Academy in Kirksville. Zwischen 1891 und 1900 arbeitete er als Handelsreisender für eine Ölfirma. Während des Spanisch-Amerikanischen Krieges war Blackburn Leutnant in einer aus Freiwilligen bestehenden Infanterieeinheit. Danach wurde er in Stanton im Handel und in der Landwirtschaft tätig.
Blackburn war Mitglied der Republikanischen Partei. In den Jahren 1904 und 1905 saß er als Abgeordneter im Repräsentantenhaus von Kentucky. Zwischen 1906 und 1910 arbeitete er als Verwaltungsangestellter am Bezirksgericht im Powell County. Danach war er bis 1919 in der Versicherungsbranche und im Börsengeschäft. Gleichzeitig war er weiterhin in der Ölbranche tätig. Von 1926 bis 1928 gehörte er dem Landwirtschaftsausschuss von Kentucky an.
Bei den Kongresswahlen des Jahres 1928 wurde er im siebten Wahlbezirk von Kentucky in das US-Repräsentantenhaus in Washington, D.C. gewählt, wo am 4. März 1929 die Nachfolge von Virgil Chapman antrat. Da er bei den Wahlen des Jahres 1930 gegen Chapman verlor, konnte er bis zum 3. März 1931 nur eine Legislaturperiode im Kongress absolvieren. Diese Zeit war von den Ereignissen der Weltwirtschaftskrise geprägt. Im Jahr 1932 bewarb sich Blackburn erfolglos um die Rückkehr in das US-Repräsentantenhaus. Nach seinem Ausscheiden aus dem Kongress nahm er bis zu seinem Tod im September 1935 wieder seine früheren Tätigkeiten auf.